# Quiriten
Quiriten (lateinisch Quirites; Plural) war eine feierlich-dichterische Bezeichnung für die Bürger des antiken Rom und gleichbedeutend mit der jüngeren Bezeichnung cives Romani („römische Bürger“). Die Singularform Quiris kam nur in dichterischer Sprache vor. Die offizielle Bezeichnung war Populus Romanus Quirites (später auch Quiritium), also wörtlich „römisches Volk der Quiriten“.
Quirites leitet sich wohl vom Namen des Gottes Quirinus ab, der mit dem Stadtgründer Romulus identifiziert wurde. Ursprünglich waren Quiriten wohl nur die sabinischen Bewohner des Hügels Quirinal, bevor die Bezeichnung auf alle Römer übertragen wurde. Das Wort wird auch in Verbindung gebracht mit der sabinischen Stadt Cures, der sabinischen Bezeichnung curis für „Lanze“, einer Ableitung von co-virites („alle Männer“, „gesamte Bürgerschaft“) oder den altrömischen curiae.
Die Bezeichnung wurde vor allem als Anrede vor der Volksversammlung gebraucht. Das ius civile konnte auch als ius Quiritium bezeichnet werden.
„Quiriten“ ist ebenfalls der Name eines von Theodor Eschenburg 1928 gegründeten Diskussionszirkels.